# Attaque chimique de Douma
L'attaque chimique de Douma du 7 avril 2018 a lieu pendant la guerre civile syrienne. L'attaque, qui tue plusieurs dizaines de civils dans un quartier résidentiel, se déroule lors d'un combat mené par l'armée arabe syrienne à la fin de la bataille de la Ghouta orientale, alors que les forces rebelles de Jaych al-Islam sont acculées et encerclées à l'intérieur de la ville de Douma. L'échec des négociations provoque une reprise des frappes aériennes le 6 avril, suivie d'une attaque chimique le lendemain. Jaych al-Islam capitule le 8 avril et ses combattants sont évacués vers le nord de la Syrie, accompagnés de plusieurs milliers de civils.
L'opposition syrienne, plusieurs pays dont les États-Unis, la France et le Royaume-Uni, et plusieurs ONG, comme Human Rights Watch, accusent aussitôt l'armée syrienne d'être responsable de l'attaque. À cette période du conflit, la culpabilité du régime de Bachar el-Assad dans l'utilisation de sarin et de chlore a déjà été démontrée à plusieurs reprises par les enquêtes conjointes de l'ONU et de l'OIAC, ainsi que par la commission d'enquête indépendante des Nations unies sur la situation des droits de l'Homme en Syrie.
Le régime syrien, soutenu par ses alliés, la Russie et l'Iran, nie que des armes chimiques aient été utilisées puis conteste les accusations à son encontre, se contredisant. Une vaste opération de désinformation, avec effacement des preuves, enlèvement des corps, arrestations et menaces des témoins, et faux témoignages, est mise en œuvre par les régimes syrien et russe. Mais le 1er mars 2019, après une enquête de plusieurs mois, l'Organisation pour l'interdiction des armes chimiques (OIAC) confirme l'utilisation de chlore comme arme chimique à Douma le 7 avril 2018. En 2023, après enquête, l'OIAC confirme la responsabilité du régime syrien.
L'attaque chimique provoque une riposte militaire limitée des États-Unis, de la France et du Royaume-Uni, qui bombardent dans la nuit du 13 au 14 avril 2018 plusieurs sites liés au programme d'armement chimique syrien.

## Contexte et prélude

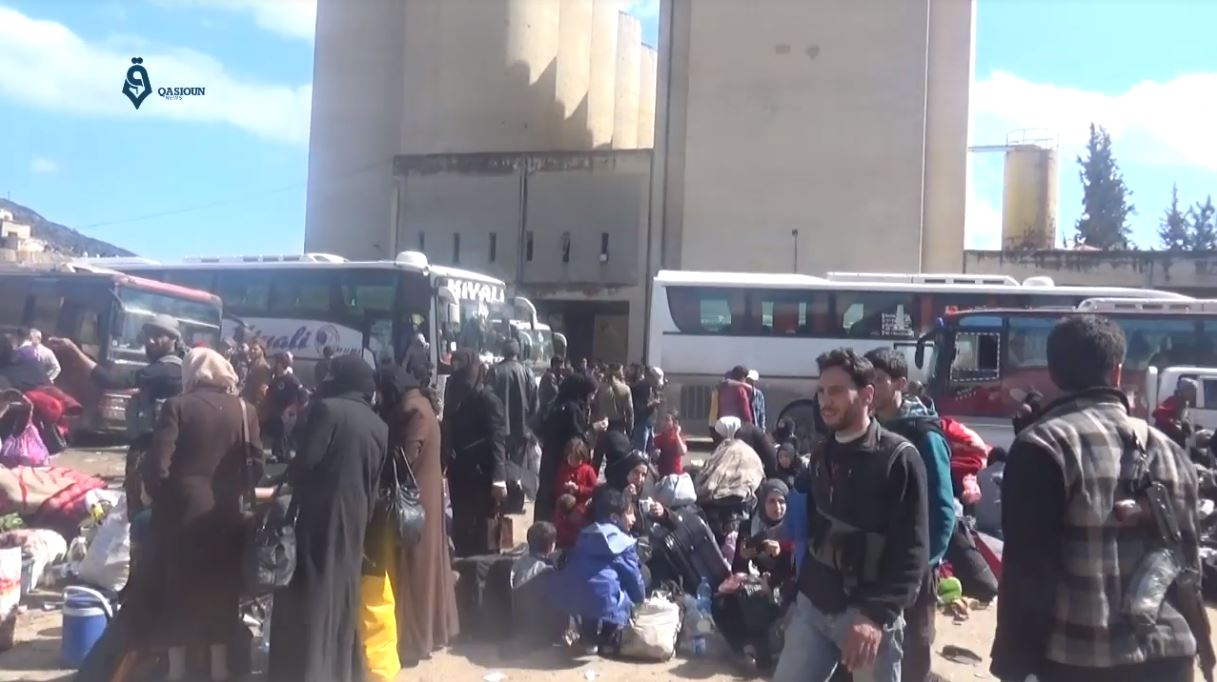
Civils et rebelles de la Ghouta orientale arrivant à Idleb le 2 avril 2018.

Au cours de la guerre civile syrienne, le régime syrien de Bachar el-Assad fait usage d'armes chimiques à de très nombreuses reprises,,. Le 21 mars 2013, la ville de Douma, dans la Ghouta orientale, fait partie des villes touchées par l'attaque au sarin la plus meurtrière du conflit,.
En février 2018, l'armée syrienne intensifie ses frappes aériennes contre l'enclave assiégée de la Ghouta orientale et lance une offensive au sol le 25, malgré le vote la veille d'une résolution du Conseil de sécurité des Nations unies réclamant l'instauration d'un cessez-le-feu,,. Pendant les combats, en un mois et demi, plus de 1 600 civils sont tués par les bombardements du régime et de la Russie selon l'Observatoire syrien des droits de l'homme (OSDH).
Entre janvier et mars, plusieurs attaques chimiques au chlore de faible intensité sont signalées à Douma,,,,,,,. Début mars, l'OSDH évoque 60 cas de suffocations dans la Ghouta. Le 23 janvier, le secrétaire d'État américain Rex Tillerson déclare que la Russie « porte, en dernier ressort, la responsabilité pour les victimes de la Ghouta orientale ». Le lendemain, Moscou répond en accusant les États-Unis d'« embrouiller » les enquêtes concernant l'utilisation d'armes chimiques en Syrie. Le 25 février, le ministère russe de la Défense publie alors un communiqué accusant les insurgés de « préparer une provocation, prévoyant un recours à des substances toxiques afin d'accuser les forces gouvernementales d'utiliser des armes chimiques contre la population civile ».
Le 21 mars, le groupe salafiste Ahrar al-Cham capitule, suivi par le groupe Faylaq al-Rahmane le 23 mars : leurs combattants sont alors évacués avec des civils vers le gouvernorat d'Idleb ou le nord du gouvernorat d'Alep,. Début avril 2018, 46 000 personnes (dont un quart de combattants, selon le régime) ont été déplacées, et 95 % de la poche de la Ghouta orientale a été reconquise par le régime. C'est une défaite significative des rebelles en Syrie. Seule la ville de Douma, tenue par environ 10 000 hommes de Jaych al-Islam, reste aux mains des rebelles,. Jaych al-Islam négocie alors avec la Russie sur les conditions d'une capitulation ou d'un désarmement, mais le groupe annonce qu'il refuse « catégoriquement » de quitter Douma,. Un accord est cependant conclu le 1er avril et l'évacuation de combattants et de civils débute le lendemain,. Elle s’interrompt le 5 avril, alors que 4 000 combattants et civils ont quitté Douma, en raison de divergences au sein de Jaych al-Islam. Une tendance menée par Issam al-Boueidani, le commandant en chef du groupe, refuse toujours d'abandonner Douma, tandis qu'une autre, rassemblée autour de Samir Kaaké, accepte l'accord d'évacuation. Le régime décide alors de faire pression sur les rebelles pour obtenir leur capitulation et le 6 avril, les forces aériennes loyalistes reprennent leurs frappes sur Douma et tuent au moins 40 civils,,.

## Déroulement
Le 7 avril, l'armée syrienne reprend l'offensive au sol et attaque Douma à l'ouest, à l'est et au sud,. Les frappes aériennes se poursuivent au cours de la journée : selon l'Observatoire syrien des droits de l'homme (OSDH), au moins 30 civils sont encore tués par les bombardements et à 16 h 30, une première attaque chimique au chlore est signalée par l'OSDH, les Casques blancs et la Syrian American Medical Society (SAMS) qui affirment que onze personnes souffrent de suffocation,,.
Le soir du 7 avril, une nouvelle attaque chimique de plus grande ampleur a lieu. Elle est signalée à 20 h 30 par les Casques blancs,,. De multiples témoignages, dont ceux des observateurs aériens de Sentry Syria,, rapportent qu'un hélicoptère du régime syrien a décollé de l'aéroport militaire de Dumeir et lâché une bonbonne chimique,,,,,. L'enquête de l'OIAC confirmera qu'au moins un hélicoptère Mi-8/17, opérant sous le commandement direct de Souheil al-Hassan, des Forces du Tigre, décolle de Dumeir, où la brigade est postée, au côté de forces russes. Les habitants, qui se trouvaient dans des sous-sols ou dans des pièces faiblement ventilées, sont atteints mortellement,. Des dizaines de personnes sont tuées dans un seul immeuble, sur le toit duquel est retrouvé un baril de chlore. Selon des témoins s'étant exprimé après que Douma soit retombée aux mains du régime syrien, des morts sont retrouvés aussi dans les sous-sols de bâtiments voisins et dans les rues adjacentes à cet immeuble. Ces témoins entendent la chute de deux barils vers 19h, qui n'explosent pas lors de l'impact, contrairement aux roquettes. Ils sentent une odeur de chlore dans plusieurs sous-sols et ressentent immédiatement des effets du type nausées, vomissements, etc. Seuls ceux qui sortent des sous-sols survivent. Ils avertissent les Casques blancs entre 19h30 et 20 h, mais ces derniers ne peuvent intervenir que vers 21 h en raison des bombardements intensifs. Les Casques blancs sauvent 25 personnes dans des bâtiments voisins, qu'ils emmènent à l'hôpital tout proche.
Les Casques blancs recueillent aussi les morts et publient des vidéos montrant des corps sans vie, avec de la mousse blanche s'échappant de leur bouche. Ils déclarent que « des familles entières ont péri étouffées dans les sous-sols ». Les Casques blancs et la Syrian American Medical Society indiquent que les blessés souffrent de « difficultés respiratoires », de « brûlures de la cornée » et dégagent « une odeur semblable à celle du chlore »,. Dans un premier temps, les médecins pensent que du sarin pourrait également avoir été employé,,,. Pour le médecin humanitaire spécialiste de la médecine de guerre et de la Syrie, Raphaël Pitti : « une substance mortelle a été ajoutée au chlore »,,. L'enquête se dirige par la suite vers une concentration létale en chlore.
Le lendemain de l'attaque chimique, Jaych al-Islam capitule et un nouvel accord d'évacuation est conclu avec le régime syrien,. Selon les déclarations à l'AFP du chef du bureau politique de Jaych al-Islam, Yasser Delwane, l'attaque chimique a poussé le groupe à accepter l'accord d'évacuation. L'évacuation des combattants de Jaych al-Islam et de plusieurs milliers de civils débute le jour même et s'achève le 14 avril. La poche de la Ghouta orientale est alors totalement reconquise par le régime.

## Bilan humain
Quelques jours après l'attaque, selon les sources, le nombre de morts oscille entre une cinquantaine et plus de 100.
Le 8 avril, l'Observatoire syrien des droits de l'homme (OSDH) affirme que pendant la journée du 7 avril, les bombardements à Douma ont fait au moins 80 morts, dont 40 par suffocation. L'OSDH affirme cependant alors ne pas être en mesure de « confirmer ou de nier » l'utilisation d'armes chimiques.
Le même jour, les Casques blancs et la Syrian American Medical Society affirment que 48 personnes ont été tuées par des « gaz toxiques » et 500 autres, en majorité des femmes et des enfants, présentent « les symptômes d'une exposition à un agent chimique », tandis que Raed al Saleh, chef des Casques Blancs, affirme que 70 personnes sont décédées par suffocation.
Mohammed Allouche, haut responsable du bureau politique de Jaych al-Islam, évoque également des dizaines de morts et des centaines de blessés dus à « l'inhalation de gaz toxiques qui ont visé la ville de Douma ». Le groupe Jaych al-Islam annonce peu après que l'attaque a fait une centaine de morts.
Tawfik Chamaa, un médecin syrien de l'Union des organisations de secours et soins médicaux (UOSSM), affirme le 8 avril que l'attaque chimique a fait 150 morts. Le 9 avril, l'UOSSM France donne pour sa part un bilan d'au moins 60 morts et 1 000 blessés.
Le 10 avril, l'Organisation mondiale de la santé (OMS), déclare que 70 personnes ont été tuées alors qu'elles s’abritaient dans des caves et que « 43 de ces décès sont dus à des symptômes liés à une exposition à des agents chimiques à haute toxicité ». L'OMS indique également que 500 personnes ont été blessées et présentent « des signes et symptômes évoquant une exposition à des agents toxiques ».
Laure Stephan, journaliste du Monde indique pour sa part que « le comptage des corps sur les vidéos permet de confirmer la présence de 34 cadavres sur le site de l’attaque ».
Dans son rapport du 27 janvier 2023, l'Organisation pour l'interdiction des armes chimiques fait état de la mort de « 43 personnes identifiées ».

## Réactions internationales
Le jour de l'attaque, le groupe Jaych al-Islam d'une part et les ONG Casques blancs et la Syrian American Medical Society d'autre part font état d'un recours au « gaz de chlore toxique » et désignent le régime syrien responsable de cette attaque,,, ces derniers publiant un premier bilan et les premières images des victimes.
SANA, l'agence de presse officielle de la Syrie, nie les accusations d'attaques chimiques et cite une source officielle qui les qualifient de « farce », de « fabrications », et affirme que « l'armée, qui progresse rapidement et avec détermination, n'a pas besoin d'utiliser une quelconque substance chimique »,. Du côté de la Russie, le général Iouri Ievtouchenko, chef du Centre russe pour la réconciliation des parties en conflit en Syrie, « dément fermement » les accusations d'attaque chimique,. Le 9 avril, le ministre russe des Affaires étrangères Sergueï Lavrov déclare que des « spécialistes militaires se sont déjà rendus sur place » et qu'ils n'ont « découvert aucune trace de chlore ou d’une quelconque substance chimique utilisée contre les civils »,, et que des médecins militaires russes n'ont pas pu observer de symptômes d'intoxication après examen des patients admis à l’hôpital de la ville. Puis, à partir du 13 avril, le Kremlin accuse le Royaume-Uni et d'autres pays d'avoir créé une mise en scène,. Selon Kate Starbird, spécialiste des réseaux de désinformation en ligne à l'Université de Washington, les russes ont proposé de nombreuses théories du complot jusqu'à en trouver une qui colle, des techniques similaires à celles déployées pour d'autres événements comme le vol MH17 et l'empoisonnement des Skripal.
Le ministère iranien des Affaires étrangères déclare pour sa part que « de telles allégations et accusations par les Américains et certains pays occidentaux sont le signe d'un nouveau complot contre le gouvernement et le peuple syriens, et un prétexte pour une action militaire, qui va certainement compliquer davantage la situation dans ce pays et la région. Alors que l'armée syrienne a le dessus sur le terrain face aux terroristes armés, l'utilisation d'armes chimiques ne serait pas rationnelle de sa part ».
Heather Nauert, la porte-parole du département d'État des États-Unis, déclare pour sa part le 8 avril que « ces informations, si elles sont confirmées, sont effroyables et exigent une réponse immédiate de la communauté internationale. La Russie, avec son soutien sans faille au régime, porte la responsabilité finale de ces attaques brutales »,. Le président américain Donald Trump dénonce pour sa part une « attaque chimique insensée » et pointe du doigt la « responsabilité » de la Russie et de l'Iran pour leur soutien à l'« animal Assad »,.
Le 29 mai 2017, peu après son arrivée au pouvoir, le président français Emmanuel Macron avait déclaré que l'utilisation d'armes chimiques en Syrie serait une « ligne rouge » qui, si elle était franchie, ferait l'objet d'une « riposte immédiate ». Le 8 avril, le ministre des Affaires étrangères Jean-Yves Le Drian, déclare que la France « assumera toutes ses responsabilités au titre de la lutte contre la prolifération chimique ».
De son côté, Boris Johnson, le secrétaire d'État britannique des Affaires étrangères réclame une enquête et une « réponse internationale forte et solide ».
Le 9 avril, Zeid Ra'ad Zeid Al-Hussein, Haut-Commissaire des Nations unies aux droits de l'homme, déplore la « faiblesse » de la réaction des États membres du Conseil de sécurité des Nations unies : 

« Un certain nombre d'Etats très puissants sont directement impliqués dans le conflit syrien, mais ils ont été totalement incapables d'enrayer cette régression inquiétante vers une arme chimique disponible pour tous. [...] Ce haussement d'épaules collectif pour un possible recours à l'une des armes les plus horribles jamais conçues par l'homme est incroyablement dangereux. [...] La condamnation verbale est manifestement très insuffisante et l'échec patent de toutes les parties à enquêter correctement sur chaque allégation d'attaques chimiques encourage l'utilisation de telles armes ignobles et porte atteinte à la légitimité du droit international. »

— Zeid Ra'ad Zeid Al-Hussein
 Il précise que des armes chimiques ont été employées au moins 35 fois en Syrie depuis 2013, alors que la Convention sur leur interdiction a été ratifiée par 192 États : « Et la réponse du monde ? Des mots vides, de faibles condamnations et un Conseil de sécurité paralysé par l'usage du droit de veto ».
L'utilisation d'armes chimiques est condamnée le 8 avril par le pape François, qui déclare : « Des nouvelles terribles nous parviennent de la Syrie avec des dizaines de victimes, dont beaucoup de femmes et d'enfants. Tant de personnes sont frappées par les effets des substances chimiques contenues dans les bombes. [...] Il n'y a pas une bonne guerre et une mauvaise, et rien, rien ne peut justifier l'usage de tels instruments d'extermination contre des personnes et des populations sans défense ».
Le 9 avril, Human Rights Watch déclare que l'attaque de Douma est un « crime de guerre ». Son directeur, Kenneth Roth, déclare que Bachar el-Assad « a déjà eu recours par le passé à l'arme chimique, pour ce qu'elle a de terrifiant, en plus du grand nombre de personnes qu'elle tue. Elle démoralise l'ennemi. [...] Il n'y a aucun doute sur la responsabilité criminelle du gouvernement Assad [...] et la responsabilité de la Russie peut aussi être établie dans le choix de la stratégie du gouvernement syrien »,.

## Enquêtes

### Enquêtes effectuées par l'ONU, l'OIAC et plusieurs États

#### Interventions diplomatiques en faveur d'enquêtes
Le 10 avril, la Syrie et la Russie invitent officiellement l'Organisation pour l'interdiction des armes chimiques (OIAC) à venir enquêter sur place à Douma, en assurant être en mesure d'assurer la sécurité des représentants de l'organisation,,. L'OIAC annonce le même jour qu'elle va envoyer une équipe en Syrie. Cependant, sans mandat de l'ONU, l'OIAC n'est pas autorisé à désigner les responsables d'une attaque chimique.
Le même jour, plusieurs projets de résolutions sont soumis au Conseil de sécurité des Nations unies, mais tous sont rejetés,. Les États-Unis proposent la mise en place pour une durée d'un an d'un mécanisme d'enquête indépendant des Nations unies (Unimi) : douze pays votent pour — les États-Unis, la France, le Royaume-Uni, l'Éthiopie, le Kazakhstan, les Pays-Bas, la Suède, la Côte d'Ivoire, la Guinée équatoriale, le Koweït, le Pérou et la Pologne — mais la Chine s'abstient, la Bolivie vote contre et la Russie place son veto,,,. Moscou propose alors sa propre résolution réclamant la création d'un mécanisme d'enquête sur les armes chimiques en Syrie : la Russie, la Chine, la Bolivie, l'Éthiopie, le Kazakhstan et la Guinée votent pour ; le Koweït et la Côte d'Ivoire s'abstiennent, mais les États-Unis, la France, le Royaume-Uni, les Pays-Bas, la Suède, le Pérou et la Pologne votent contre en dénonçant le manque d'indépendance du nouvel organisme envisagé et le fait que le Conseil de sécurité dispose dans ce projet de l'ultime décision d'entériner ou non les conclusions d'une enquête,. Un troisième projet visant à soutenir une enquête à Douma de l'OIAC est proposé par la Russie : la Russie, la Chine, la Bolivie, l'Éthiopie et le Kazakhstan votent pour ; les Pays-Bas, la Suède, le Pérou, le Koweït, la Côte d'Ivoire et la Guinée équatoriale s'abstiennent ; les États-Unis, la France, le Royaume-Uni et la Pologne votent contre, estimant ce projet inutile car l'OIAC est déjà en partance pour la Syrie et critiquant le fait que ce projet ne permette pas à l'OIAC de désigner les auteurs des attaques à l'arme chimique, laissant ceux-ci impunis,,.
Le 10 avril, une équipe russe entre à Douma pour inspecter l'immeuble dans lequel ont été retrouvées la plupart des victimes. Dès le lendemain, elle conclut qu'aucun agent toxique n'a été utilisé.
Le 12 avril, le président Emmanuel Macron déclare que la France « a la preuve » que « des armes chimiques ont été utilisées, au moins du chlore, par le régime de Bachar el-Assad » à Douma, tout en précisant qu'« en aucun cas, la France ne laissera une escalade se faire »,. Le 13 avril, le ministre russe des Affaires étrangères Sergueï Lavrov et l'armée russe, par l'intermédiaire de son porte-parole Igor Konachenkov, affirment posséder des preuves d'une « provocation préparée à l'avance » et accusent le Royaume-Uni d'avoir « exercé une forte pression » sur les Casques blancs pour « mettre en place cette provocation »,, accusations que le Royaume-Uni qualifiera de « grotesque, bizarre et de mensonge flagrant ». Le même jour, les États-Unis annoncent posséder les preuves de la responsabilité du régime syrien dans l'usage de gaz empoisonné à Douma, avec « un haut degré de confiance » d'après les porte-paroles de la Maison-Blanche Sarah Huckabee Sanders et du département d'État des États-Unis Heather Nauert : « Nous savons qu'il n'y a que certains pays comme la Syrie qui ont les moyens adéquats et ce type d'armes »,. Un rapport d'évaluation des États-Unis, publié le 14 avril peu après l'annonce du président Donald Trump de lancer des frappes aériennes, décrit des informations corroborant l'attaque chimique « multi-sourcées » provenant d' « utilisateurs de réseaux sociaux, d'organisations non-gouvernementales et d'autres ressources open-source [...] telles que l'Organisation Mondiale de la Santé», incluant des «vidéos et images des restes de deux bombes cylindriques au chlore », de « nombreuses images fiables de haute résolution des victimes », ainsi que des « témoignages rapportant spécifiquement le décollage d'hélicoptères Mi-8 », notant plusieurs précédents dans l'usage d'armes chimiques par le régime syrien et qu'ils « ne possèdent aucune information suggérant que le groupe Jaych al-Islam n'ait jamais utilisé d'armes chimiques », et qu'« il serait invraisemblable que l'opposition puisse fabriquer un tel volume de rapports médiatiques sur l'usage d'arme chimique par le régime [...] ce qui nécessiterait une campagne hautement organisée et compartimentée pour pouvoir tromper plusieurs médias tout en évitant notre détection ». La France publie également un rapport d'évaluation nationale faisant état de sources et de conclusions similaires,.
Le 17 avril, le département d'État des États-Unis déclare disposer de renseignements selon lesquels du chlore et du gaz sarin ont été utilisés ensemble lors de l'attaque du 7 avril,.

#### Enquêtes terrain
L'équipe de l'Organisation pour l'interdiction des armes chimiques (OIAC) arrive à Damas le 14 avril. Mais alors que l'enquête devait débuter le lendemain, l'équipe de l'OIAC n'est pas autorisée à se rendre à Douma,. Les États-Unis et le Royaume-Uni critiquent alors la Russie et déclarent redouter que cette dernière ne cherche à altérer le site de l'attaque,,,. La France estime pour sa part « très probable que des preuves et des éléments essentiels disparaissent ». Damas et Moscou affirment alors que la mission de l'OIAC a été retardée pour des raisons de « sécurité » et affirme qu'elle entrera à Douma le 18 avril, après la fin d'opérations de déminage,. Des membres de précédentes missions de l'OIAC en Syrie considèrent peu vraisemblable que toutes traces se soit évaporées ou aient pu être nettoyées, le sarin étant détectable des mois durant, et le chlore pouvant encore être détecté via l'autopsie de corps de victimes,.
Le 17 avril, une équipe de sécurité de l'ONU part en reconnaissance à Douma, escortée par la police militaire russe,. Cependant, arrivée sur un premier site, elle se heurte à une foule importante qui la pousse à partir,. Puis, en arrivant sur le seconde site, l'équipe essuie des tirs d'armes de petit calibre et une explosion, qui ne font cependant pas de victimes. L'équipe retourne alors à Damas,. Le lendemain, Ahmet Üzümcü, le directeur de l'OIAC, annonce un nouveau délai à la suite de cette attaque, et conditionne l'arrivée des enquêteurs à un accès « sans entraves » à Douma, indiquant ne pas savoir quand la mission d'enquête pourra être déployée,,. Le 19 avril, le ministre russe des Affaires étrangères, Mikhaïl Bogdanov, accuse pour sa part les rebelles d'avoir cherché à empêcher l'OIAC de se rendre à Douma. À cette date pourtant, Douma est vide de toute présence rebelle, les combattants ayant été évacués vers le nord de la Syrie,. Entre-temps, le 18 avril, les Casques blancs annoncent travailler en étroite collaboration avec les enquêteurs, notamment en fournissant la localisation des tombes des victimes de l'attaque, et les enquêteurs ont pu auditionner 22 témoins amenés par les autorités syriennes à Damas.
Finalement, les enquêteurs de l'OIAC peuvent se rendre à Douma le 21 avril et y prélèvent des échantillons,,. Le 25 avril, les enquêteurs se rendent sur un second site de Douma. Ils achèvent leur mission le 3 mai et regagnent ensuite les Pays-Bas. Au total, cent échantillons ont été prélevés sur sept sites.
Le 6 juillet 2018, l'OIAC rend un rapport préliminaire et indique n'avoir pas trouvé de preuve de l'usage de gaz innervant lors de l'attaque, mais des traces de produits chlorés : « Les résultats montrent qu'aucun agent innervant organophosphoré, ou leurs résidus, n'ont été détectés. [...] En plus des résidus d'explosifs, différents composés chlorés ont été trouvés ». Ces traces sont en cours d'étude afin de déterminer si celles-ci sont de « source active » et non pas d'origine naturelle. Les enquêteurs indiquent travailler encore à la « localisation » et à la « provenance du cylindre »,.
L'OIAC rend son rapport le 1er mars 2019 et conclut qu'il existe « des motifs raisonnables pour penser qu'un agent chimique a été utilisé comme arme le 7 avril 2018 », précisant que « cet agent chimique toxique contenait un réactif du chlore (...) vraisemblablement du chlore moléculaire »,,. L'OIAC confirme également que deux cylindres contenant le gaz toxique sont tombés sur le toit d'une résidence à Douma. Elle rejette une version donnée par le régime selon laquelle le gaz provenait d'une installation rebelle d'armes chimiques et d'un entrepôt qui avait pu être visité par les enquêteurs. L'OIAC ne désigne pas le responsable de l'attaque, car cela ne faisait pas partie de ses attributions au démarrage de l'enquête.
Les conclusions de l'OIAC sont rejetées le 7 mars 2019 par un porte-parole du ministère syrien des Affaires étrangères.

#### Fuite d'un document interne à l'OIAC et propagande russe
Le 28 mai 2019, lors d'une réunion des États membres de l'OIAC, son président, Fernando Arias, annonce avoir ouvert une enquête sur la fuite d'un document interne rendu public par le Working group on Syria, propaganda and media, un groupe soutenant les gouvernements syrien et russe,,,,. Le document de travail, interne à l'OIAC, signé Ian Henderson, soulève une « probabilité plus élevée selon laquelle les deux cylindres ont été placés manuellement (...) plutôt que d'avoir été largués par avion »,,. Ce document, antérieur, va à l'encontre des conclusions du rapport final de l'OIAC, publié le 1er mars 2019. Fernando Arias indique qu'Henderson était un « officier de liaison » du bureau de poste de commandement à Damas ayant « été chargé d'assister temporairement la mission dans la collecte d’informations sur certains sites de Douma », et que le document mettait en avant une possible identification des auteurs de l'attaque, ce qui n'entrait pas dans les attributions de l'OIAC. Le document est donc conservé et également soumis à l'équipe chargée de l'enquête d'identification (mission supplémentaire accordée conjointement à l'OIAC et à l'ONU en juin 2018),,. La Syrie refuse l'accès de son territoire au directeur de cette équipe d'identification. Damas et Moscou, son allié, accusent l'OIAC d'être « politisée ».
Le 15 octobre 2019, la fondation Courage, — satellite de Wikileaks, qui protège des lanceurs d'alerte comme Julian Assange, et, qui, selon CounterPunch, Conspiracy Watch et Brian Whitaker, fait partie d'une opération de propagande pro-Assad —, organise la rencontre d'un anonyme se présentant comme lanceur d'alerte et membre de l'OIAC, avec un groupe d'experts et d'activistes auquel est rattaché José Bustani, ancien directeur de l'OIAC. Le 23 octobre, la fondation et Wikileaks publient un rapport affirmant que les documents auxquels ils ont eu accès — mails, SMS et rapports intermédiaires — révèlent des « pratiques inacceptables lors de l'enquête sur l'attaque chimique présumée à Douma »,,,.
En novembre 2019, Wikileaks publie un courriel fourni par le lanceur d'alerte, et accuse l'OIAC d'avoir dissimulé des irrégularités, tandis que le directeur de l'OIAC, Fernando Arias, défend le rapport et estime qu'« il est dans la nature de toute enquête approfondie des membres d’une équipe d’exprimer des points de vue subjectifs ». Brian Whitaker compare ce courriel aux rapports de l'OIAC et conclut que son auteur semble oublier « que le rapport intermédiaire (est) un rapport d'avancement décrivant les activités de la Mission, indiquant que les travaux se poursuivaient » alors que des résultats de tests étaient encore à l'étude. L'équipe d'investigation de Bellingcat fait un comparatif et conclut qu'au moment de sa publication, le courriel est obsolète, que les points qu'il soulève ont été pris en compte dans le rapport final, et que WikiLeaks et les quelques médias qui ont couvert cette fuite ont « échoué à comprendre à la fois le contexte dans lequel a été écrit ce courriel ainsi que le rapport final de l’OIAC sur Douma lui-même ». Mais ce courriel, de même que le précédent document interne ayant fuité, est mis en avant par la Russie et ses alliés, qui remettent en question la conclusion de l'OIAC en mars 2019 selon laquelle du chlore a été utilisé à Douma.
Le 6 février 2020, le Directeur général de l'OIAC partage les conclusions de l'enquête indépendante ouverte en mai 2019 à la suite des fuites de documents internes. L'enquête réfute que l'organisation aurait manipulé des preuves concernant les évènements de Douma et affirme que les deux anciens employés présentés comme des lanceurs d'alerte avaient peu d'accès direct aux preuves et ont gonflé leur rôle au sein de l'équipe, l'un n'ayant jamais fait partie de l'équipe ayant enquêté à Douma et l'autre seulement pendant une brève période. Le directeur déclare : « Les inspecteurs A et B ne sont pas des lanceurs d'alerte. Ce sont des individus qui ne pouvaient pas accepter que leur avis ne soit pas étayé par des preuves ». Il ajoute que les deux hommes ont violé leurs obligations envers l'organisation et pourrait être poursuivis en justice,,.
En octobre 2020, les États-Unis, le Royaume-Uni et la France votent contre donner la possibilité à José Bustani, ancien directeur de l'OIAC, de s'exprimer devant le Conseil de sécurité des Nations unies ; il souhaitait défendre les lanceurs d'alerte ayant « osé dénoncer de possibles comportements irréguliers de l'OIAC ».
Fin octobre, l'équipe d'investigation de Bellingcat publie le brouillon d'une lettre de l'OIAC adressée à un des lanceurs d'alerte, répondant à ses plaintes et lui expliquant les résultats trouvés après que celui-ci ait quitté l'OIAC. Cette lettre n'avait jamais été publiée par Wikileaks ni par les journalistes ayant repris ses dires (Peter Hitchens, Robert Fisk et Aaron Maté). Bellingcat, qui ne sait pas si ce courrier était connu de Wikileaks ou des journalistes, conclut que ce courrier prouve que ses allégations sont fausses, et précise que les conclusions de l'OIAC ne sont pas remises en cause, pas même par la fédération de Russie ni la République arabe syrienne.
Différentes enquêtes incluant le CIJA, la BBC et le Times démontrent que le Working group on Syria, propaganda and media, le groupe pro-Assad à l'origine de la fuite, a des liens avec plusieurs ambassades russes, avec Wikileaks, avec Vanessa Beeley, une propagandiste pro-Assad et avec les médias russes d’État, qui ont collaboré pour attaquer le travail de l'OIAC et tenter de discréditer le sérieux de l'organisation, ainsi que celui de journalistes indépendants, ce qui a eu pour effet d'amplifier la propagande de guerre du Kremlin et du régime Assad, et de nier les droits des Syriens à la justice, selon le responsable d'Amnesty International,,,,,,,.

#### Rapport final de l'OIAC
Le 27 janvier 2023, l'Organisation pour l'interdiction des armes chimiques publie un rapport confirmant que « les forces aériennes arabes syriennes sont les auteurs » de l'attaque chimique de Douma : « Au moins un hélicoptère Mi-8/17 de l’armée de l’air arabe syrienne, au départ de la base aérienne de Dumayr et opérant sous le contrôle des Forces du Tigre, a largué deux cylindres jaunes, qui ont touché deux immeubles résidentiels dans une zone centrale de la ville »,. Le rapport indique qu'un cylindre a heurté un toit, « s'est rompu et a rapidement libéré un gaz toxique, du chlore, à des concentrations très élevées, qui s’est rapidement dispersé dans le bâtiment, tuant 43 personnes identifiées et affectant des dizaines d’autres ». Le deuxième cylindre a quant à lui percuté un appartement, puis s'est partiellement ouvert et « a commencé à libérer lentement du chlore, affectant légèrement ceux qui sont arrivés les premiers sur les lieux ».

### Enquêtes journalistiques
Le 8 avril, Al Jazeera recueille des témoignages de survivants et de militants juste après l'attaque chimique. L'un des survivants, Khaled Abou Jaafar, déclare que « des gens sur le toit ont réussi à voir les bombes au gaz qui tombaient des avions », décrivant ce que Jaafar a dit être du gaz vert émanant des bonbonnes tombant du ciel. Ceux qui ont vu ces dernières sont alors descendus prévenir les autres d'évacuer les sous-sols. Khaled Abou Jaafar raconte qu'il a pu faire trois allers-retours pour évacuer les enfants, mais qu'ensuite il ne pouvait plus respirer. Il a perdu connaissance, et lorsqu'il s'est réveillé, on le lavait à l'eau, et une substance jaune sortait de sa bouche. D'après lui, les personnes qui ne sont pas sorties des abris sont mortes : « nous sommes entrés dans ces bâtiments et avons trouvé des corps dans les escaliers et sur le sol - ils sont morts en tentant de sortir ». La militante Alaa Abou Yasser faisait aussi partie de ceux qui ont essayé d'évacuer les gens : « Je suis allé dans un bâtiment où environ 35 personnes étaient mortes à la suite de cette attaque, les scènes que j'ai vues étaient insupportables, c'est comme si je n'avais jamais rien vu dans les films ». Elle a vu sur des cadavres de l'« écume à la bouche ».
Bellingcat, s'appuyant sur une série de six vidéos postées sur Youtube, étudie le cas du bâtiment touché par l'attaque du 7 avril vers 19h30, lorsque deux hélicoptères du gouvernement sont vus au-dessus de Douma. Trois vidéos montrent au total 34 cadavres à l'intérieur du bâtiment. Une vidéo tournée sur le toit d'un bâtiment montre un cylindre jaune, qui est identique aux cylindres de gaz comprimé déjà observés dans le passé lors du signalement d'attaques au chlore en Syrie. Cette vidéo montre aussi la ville aux alentours du bâtiment, ce qui permet de le géolocaliser. Une vidéo, filmée par SMART new agency, un média d'opposition, montre la sortie des cadavres de l'immeuble, qui est géo-localisable par des détails filmés sur sa façade extérieure. La géolocalisation est identique à celle obtenue pour la vidéo filmée sur le toit de l'immeuble. La vidéo de SMART new agency permet aussi de voir de multiples détails de l'intérieur du bâtiment, par exemple un vélo ayant un panier blanc, que l'on retrouve dans les autres vidéos filmées uniquement à l'intérieur du bâtiment. Bellingcat conclut que toutes les vidéos ont été filmées au même endroit. Par ailleurs, Bellingcat signale que le réseau Sentry Syria, dont les membres observent le ciel et les vols de l'armée russe et syrienne, rapporte que deux hélicoptères de transport Hip ont décollé de la base aérienne de Doumeir au nord de Damas en direction de Douma vers 19h00 et que vers 19h30 deux hélicoptères Hip ont été vus au-dessus de Douma. Selon Bellingcat, ce type d'hélicoptère a déjà été utilisé lors de précédentes attaques au chlore. Toutes ces observations permettent à Bellingcat de conclure qu'il est « hautement probable » qu'une attaque chimique a eu lieu, effectuée par largage de cylindre de gaz, le plus probable étant l'utilisation du chlore. Bellingcat indique que ce type de cylindre n'a jamais été utilisé pour du sarin, qui semble un dispositif improbable pour ce type de neurotoxique, mais qu'un autre agent chimique ayant les mêmes effets que le sarin a peut-être été utilisé,.

#### Visite de presse du 16 avril
Le 16 avril 2018, alors que les experts de l'OIAC ne sont pas encore autorisés à se rendre à Douma, le régime syrien organise une visite de presse à l'intérieur de la ville, à laquelle participent différents grands reporters dont Stefan Borg pour TV4 Suède, Seth Doane pour CBS News, Bassem Mroue pour l'Associated Press et Robert Fisk pour The Independent,.
- Robert Fisk est, depuis 2013, considéré comme favorable au camp loyaliste[159],[158],[160],[161],[162]. Il a visité l'hôpital de Douma et a rapporté le témoignage d'un médecin qui ne travaillait pas la nuit du 7 avril. Ce dernier, qui désigne les rebelles comme des « terroristes », adoptant ainsi le langage du régime, affirme que les personnes qui se sont retrouvées à l'hôpital souffraient d'hypoxie (manque d'oxygène), en raison de leur confinement dans des tunnels lors d'un bombardement ayant soulevé de la poussière et affirme aussi que les images diffusées dans les médias ont été tournées par un « Casque Blanc » qui a crié « Gaz ! », provoquant ainsi une scène de panique dans l'hôpital. Lui-même n'était pas présent cette nuit-là mais dit que « tous les médecins savent ce qui s'est passé ». Robert Fisk n'a pas pu rencontrer les deux médecins de garde la nuit du 7 avril, ceux-ci étant partis à Damas dans le cadre d'une enquête sur les armes chimiques[163]. L'article de Robert Fisk est abondamment repris par les médias russes RT et Sputnik, ainsi que par des sites conspirationnistes[159]. Pour Conspiracy Watch, l'article est « emblématique des manquements de son auteur à la plus élémentaire déontologie », étant donné que « le médecin interviewé n’avait pas été témoin direct de la situation qu’il rapportait » et qu'« il était évident que l’homme n’allait pas mettre en cause le régime alors qu’il était sous le contrôle de ses agents »[159].

- De leur côté Stefan Borg pour TV4 Sweden, Seth Doane pour CBS News comprennent qu'ils ne sont pas autorisés à se rendre sur le site de l'attaque et considérant qu'il leur faut une autorisation pour tout, décident d'échapper à la garde des agents gouvernementaux pour trouver par eux-mêmes, grâce aux coordonnées GPS, le lieu de l'attaque. Ils interrogent un résident qui déclare avoir survécu à l'attaque mais avoir perdu sa femme, sa mère et ses frères dans l'attaque chimique, et Stefan Borg, dans le sous-sol du bâtiment affirme déceler une odeur qu'il ne reconnaît pas et ajoute que sa gorge lui fait mal[157],[164],[165].
- Tandis que l'Associated Press interviewe un témoin : Khaled Mahmoud Nuseir, raconte qu'il a vu sa famille morte, de la mousse à la bouche, dans un abri souterrain où s'est rendu l'AP, qui a constaté une odeur étrange. Plusieurs survivants interviewés témoignent avoir senti une odeur bizarre eux aussi le 7 avril, tandis que des gens criaient: « c'est du chlore ». Khaled Mahmoud Nuseir accuse les rebelles d'être responsables de l'attaque, le journaliste précise que l'interview a lieu non loin des troupes gouvernementales. Le médecin Ahmed Abed al-Nafaa, qui a quitté la Syrie après le 7 avril, témoigne qu'il a vu des hélicoptères dans le ciel avant l'attaque présumée et que lorsqu'il a voulu entrer dans l'abri souterrain, il a été submergé par une odeur de chlore et ses camarades l'en ont sorti. L'AP rapporte que dimanche 15 avril, la télé syrienne a diffusé des interviews de médecins affirmant n'avoir trouvé aucune trace de gaz toxique à Douma et conclut que les récits des personnes interviewées contredisent la version des Syriens et des Russes, qui nient toute attaque chimique[166].

### Autres articles d'investigation
The Guardian, dans un article du 17 avril 2018, rapporte que le Docteur Ghanem Tayara, directeur du Syndicat des organisations de soins médicaux et de secours (UOSSM), a déclaré que les médecins qui se sont occupés des patients dans les heures qui ont suivi l'attaque du 7 avril ont été informés que leurs familles seraient menacées s'ils témoignaient publiquement ou fournissaient des preuves. Le chef de la plus grande agence de secours médicale syrienne affirme que les responsables syriens ont saisi des échantillons biologiques, et ont forcé les médecins à abandonner leurs patients. Certains médecins syriens interviewés directement par The Guardian affirment avoir subi des intimidations de la part du régime et que cela a empiré avec l'arrivée des experts de l'OIAC en Syrie. Ils témoignent de façon anonyme craignant pour leur vie et celle de leur famille. Le Docteur Ghanem Tayara, qui est basé à Birmingham, s'est rendu en Turquie pour superviser le départ de Syrie de certains des médecins de Douma. Il affirme que tout médecin ayant quitté Douma a été fouillé minutieusement pour vérifier qu'il ne partait pas avec des échantillons. Il déclare aussi que la police militaire russe est fortement impliquée et même dirige les opérations de surveillance. Selon Tayra, les médecins de Douma connaissaient les effets du chlore, mais n'avaient encore jamais rien vu de comparable à ce qui s'est produit le 7 avril : ils ont observé une atteinte du système nerveux et de la mousse. D'après l'un des médecins interviewé par The Guardian, leurs collègues médecins qui sont passés à la télévision syrienne ont été contraints de mentir pour pouvoir rester en Syrie en affirmant qu'il ne s'était rien passé. Un autre médecin déclare que personne ne peut témoigner, car il leur a été dit que sinon les centres médicaux seraient détruits en plus de ceux qui y travaillent. The Guardian cite aussi le cas de Abou Walid, un survivant qui témoigne qu'il a vu son fils tousser et qu'ensuite il a perdu connaissance pendant cinq heures. Lorsqu'il s'est réveillé, on l’aspergeait d'eau et il a été prévenu que sa famille était morte dans l'attaque chimique. Un autre médecin témoigne que les résidents eux aussi sont contraints de dire que rien n'a eu lieu.
Le New York Times, dans un article sorti le 25 juin, affirme que leur enquête « a révélé de nombreux éléments de preuve qui contredisent M. Assad et ses alliés », à savoir qu'aucune attaque chimique n'aurait eu lieu à Douma le 7 avril. Parmi ces éléments, les bosses sur l'avant de la bombe, les marques de treillis et les câbles trouvés dans les débris « sont la preuve que la bombe a été larguée d'un aéronef » (« aircraft », dans le texte). Et comme « l'armée syrienne contrôle l'espace aérien au-dessus de Douma, il serait presque impossible que l'attaque ait été orchestrée par des combattants de l'opposition qui n'ont pas d'aviation ». De plus, la corrosion noire est une preuve qui confirme que le chlore a été utilisé dans l'attaque, car elle est « similaire à celle qui est causée lorsque le métal est exposé au chlore et à l'eau ».

### Témoignages ultérieurs
En décembre 2024, après la chute du régime de Bachar el-Assad, des survivants et familles de victimes de l'attaque témoignent pour la première fois. Ils expliquent qu'il leur était impossible de parler avant, par peur d'être tués. Un père dont la famille a été tué dans l'attaque et ayant lui-même été hospitalisé dix jours explique que les corps des victimes ont probablement été déplacés par le régime et enfouis dans une fosse commune, un lieu qui était interdit d'accès et qu'il espère voir exhumé. Ils affirment également que plusieurs témoignages donnés à l'équipe d'enquête de l'OIAC ne sont pas fiables car ils ont été contraints de donner la version du régime (que les victimes étaient mortes par inhalation de poussière et non de produits chimiques) par des agents de renseignement, sous la contrainte ou la menace pour leur famille. Ils demandent à ce qu'un nouvelle enquête complète soit ouverte.

### Enquête d'Amnesty international
Les journalistes d'investigation de l'ONG Amnesty international interrogent 15 témoins de l'attaque chimique, dont une partie a été contraint à faire de faux témoignages auprès de l'OIAC, face à des journalistes et devant la CPI à La Haye. Leur enquête met au jour diverses méthodes de désinformation mises en œuvre par les régimes syrien et russe, visant d'abord à nier l'existence d'une attaque chimique puis à nier la responsabilité du régime. Pour ce faire, le régime a fait convoquer par ses services de renseignement les personnes (patients, riverains et soignants) aperçues sur la vidéo des Casques Blancs, il a arrêté un médecin qui voulait quitter la Ghouta via les bus transférant la population évacuée vers Idlib, tout en retardant l'accès des enquêteurs de l'OIAC et de l'ONU (refus puis tirs d’armes légères à l'approche du convoi, qui fait demi-tour), pendant que la zone sera nettoyée et vidée, les corps des victimes déterrés.

## Analyses
Les négociations entre Moscou et les rebelles de la Ghouta ont échoué quelques jours avant l'attaque chimique. Bachar el-Assad exigeait que Jaych al-Islam rende les armes ou quitte la ville, mais le groupe aurait affirmé vouloir y rester en tant que « force de police locale », à la fureur du gouvernement syrien. L'arme chimique aurait alors été utilisée comme moyen de guerre psychologique. Selon un communiqué publié le 8 avril par l’agence syrienne officielle SANA au lendemain de l’attaque de Douma, Jaych al-Islam aurait demandé à négocier avec Damas, et non plus avec Moscou comme c'était le cas jusque-là. Le journal libanais L'Orient-Le Jour, déclare que « selon certaines sources, Bachar el-Assad aurait décidé de s’imposer face à la position russe, laquelle aurait permis une présence islamiste à sa porte ». L'Orient-Le Jour estime que Bachar el-Assad n'a aucune crainte d'une réaction des occidentaux, ceux-ci redoutant un embrasement généralisé, et qu'il s'attend à des frappes - éventuelles - limitées comme ce fut le cas en 2017 après l'attaque chimique de Khan Cheikhoun,.
Pour le politologue Ziad Majed, de l'American University of Paris : « À chaque fois que le régime utilise des armes chimiques, on se demande pourquoi… Mais il faut bien comprendre que Bachar al-Assad a fait du meurtre une stratégie délibérée. Il est décidé à exterminer ou déplacer une partie de la société pour créer une Syrie plus homogène. Dans cette même Ghouta, l’armée syrienne a tué 1 500 personnes en 2013 avec du gaz sarin. Quel prix a payé le régime ? Aucun. Il sait qu’il peut continuer. Il envoie un message aux rebelles en disant : "Nous faisons ce que nous voulons, personne ne nous arrêtera, vous n’avez rien à négocier." ». D'un point de vue stratégique, il explique que « le principal groupe de Douma, Jaych al-Islam, disposait encore de plusieurs milliers de combattants » et qu'avec ces frappes, « Bachar al-Assad les pousse au désespoir et leur rappelle qu’ils devront de toute façon se plier à ses conditions » car « en poussant les habitants à quitter leurs abris et à sortir dans les rues, les gaz les exposent aux bombes de l’aviation, leur ôtant leurs ultimes protections ».
Pour Fabrice Balanche, géographe, alors chercheur au Washington Institute for Near East Policy, il n'y « aucun doute » sur l'implication de l'armée syrienne dans l'attaque chimique de Douma, car « d'un point de vue tactique, les gaz sont utilisés car il y a des tunnels, des caves, des bunkers où sont réfugiés les combattants mais également des civils, et il n'y a guère d'autre moyen pour les en faire sortir. [...] et c'est un instrument de terreur, par conséquent cela a poussé les rebelles à accélérer leur départ de Douma ».
De même, pour Nicolas Tenzer, président du Centre d'études et de réflexions pour l'action politique et chargé d'enseignement à Sciences-Po Paris, il n'y a « absolument aucun doute » sur la responsabilité du régime de Bachar el-Assad, « c'est le seul à posséder de tels stocks aujourd'hui, qui n'ont d'ailleurs pas été éliminés ».
Un journaliste et opposant au régime syrien estime que le régime syrien veut terroriser la population afin qu'elle fasse pression sur les rebelles pour qu'ils partent[réf. souhaitée].
The Intercept estime plausible que le chlore soit utilisé comme arme de terreur et non une arme de destruction : contrairement au sarin qui est inodore et invisible, le chlore a une forte odeur et une couleur vert clair caractéristiques, et les victimes peuvent donc tenter de le fuir,.
Le professeur Theodore Postol (en) estime que la cinquantaine de victimes mortes dans un même immeuble est due à un ensemble de conditions particulières : si le toit avait été plus épais, la bonbonne de gaz ne l'aurait pas traversé et le chlore aurait pu se répandre à l'air libre. Mais le cylindre, que le professeur estime avoir été largué par l'armée syrienne, a atterri de telle manière qu'il a déversé son contenu dans la pièce sous le toit. S'appuyant sur une étude du bâtiment menée par le Forensic Architecture, le professeur estime que la diffusion du gaz dans un espace clos a conduit à une concentration du chlore plusieurs centaines de fois supérieure à la dose létale. Descendant vers les étages inférieurs, le chlore aurait certes perdu en densité, mais cette dernière serait restée suffisante pour être mortelle. Les calculs de Bellingcat montrent également que les concentrations de chlore dans le bâtiment étaient suffisantes pour être mortelles, mais le site ajoute que cela n'exclut pas que des agents neurotoxiques, plus létaux que le chlore, aient également pu être utilisés.
Scott Ritter, ancien inspecteur de l'ONU, estime le 11 avril 2018 que des preuves concrètes sont nécessaires avant que les Américains ne frappent la Syrie, puis, en juin 2018, après lecture d'un document interne ayant fuité de l'OIAC, évoque la possibilité d'une responsabilité des rebelles. Pour CounterPunch, la thèse d'une mise en scène par les rebelles n'est pas crédible, et le site doute que les rebelles aient pu « monter un cylindre de gaz pesant 150 kg » au sommet d'un immeuble « sans se faire voir ».
Mezri Haddad, journaliste, écrivain, philosophe et diplomate tunisien, estime que le régime syrien n'avait pas intérêt à bombarder Douma avec des armes chimiques, car, selon lui, la ville était « quasiment libérée » des rebelles.
Selon Jean-Marc Lafon, cofondateur de l'institut Action résilience : « Il ne reste plus beaucoup de troupes syriennes qui soient, d'un point de vue opérationnel, très efficaces. Donc ces troupes-là, il est important de faire en sorte qu'elles soient déployées le moins longtemps possible à un endroit pour les envoyer à un autre. Et c'est l'un des intérêts opérationnels d'utiliser des armes chimiques, même si la victoire à court terme est assurée : cela limite la durée de la présence de troupes efficaces sur un territoire et cela permet de les déployer très vite ailleurs où on en a grand besoin. Bachar Al-Assad a un intérêt opérationnel à utiliser des armes chimiques et c'est pourquoi il y a un intérêt concret à en dissuader l'utilisation ».

## Conséquences
Dans la nuit du 8 au 9 avril 2018, l'aéroport militaire T-4, également appelé l'aéroport militaire de Tiyas, situé entre Homs et Palmyre, est la cible d'une frappe aérienne, menée par deux avions de combat F-15 depuis l'espace aérien libanais, qui fait au moins 14 morts,. Bien qu'ayant menacé d'effectuer une riposte militaire en représailles à l'attaque chimique de Douma, les États-Unis et la France démentent être impliqués,. Mais rapidement, la Russie accuse Israël, imité par la Syrie qui se rétracte après avoir dans un premier temps accusé les États-Unis,. L'armée israélienne, qui effectue régulièrement des frappes aériennes en Syrie, et qui avait notamment déjà bombardé la base aérienne de Tiyas en février, « décline tout commentaire »,.
Dans la nuit du 13 au 14 avril 2018, les États-Unis, le Royaume-Uni et la France, lancent une attaque aérienne sur quatre positions du gouvernement syrien, dont un centre de recherche, un complexe militaire stockant des armes chimiques près de Homs et un poste de commandement. Le secrétaire à la défense américaine James Mattis la décrit comme étant une « frappe ponctuelle afin d'envoyer un message clair au président syrien Bachar el-Assad et ses lieutenants meurtriers », sans notification préalable à la partie russe, tout en évitant « au maximum » les positions russes et civiles afin de « ne pas accroître les tensions dans la région »,. Toutefois, selon CNN, citant des sources proches du gouvernement américain, Mattis aurait, au cours d'une réunion le 12 avril 2018, conseillé à Trump d'attendre des preuves plus définitives avant de mener une éventuelle attaque, le mettant en garde contre une escalade militaire. Les États-Unis et la France ont publié des rapports d'évaluation détaillant les informations sur lesquelles se sont fondées la décision d'une frappe aérienne,.
D'après The Guardian, « les stratèges [des États-Unis, Royaume-Uni et France] sont anxieux d'éviter de détruire des équipements russes ou du personnel russe stationnés en Syrie, pouvant potentiellement provoquer une réaction de Moscou », le scénario d'« une attaque sur le palais présidentiel d'Assad a été écartée » et il semble que de potentielles ripostes occidentales seraient « focalisées sur les capacités chimiques présumées de la Syrie », comme le Centre d'Études et de Recherche à l'ouest de Damas que « les États-Unis soupçonnent d'être impliqué dans la préparation d'armes chimiques », ainsi que sur « les bases aériennes où les armes chimiques sont présumées avoir été stockées et les avions ayant prétendument été utilisés pour les attaques » et les postes de commandement.
Les États-Unis et leurs alliés ont tiré, selon les autorités, deux fois plus de munitions que le raid de 2017 soit 105 au total. Les Américains ont envoyé 85 missiles et ont utilisé trois navires de l'United States Navy et des bombardiers B-1,.
La France a tiré 9 missiles SCALP-EG depuis des Dassault Rafale et employé 3 missiles de croisière navals depuis la frégate multi-missions Aquitaine,.
La participation britannique est un tir de 8 missiles Storm Shadow depuis 4 chasseurs Tornado GR4 de la Royal Air Force stationnés sur la base aérienne britannique Akrotiri à Chypre contre un complexe militaire à 24 km à l'ouest de Homs.
Le 16 avril 2018, la France engage une procédure de retrait de la Légion d'honneur de Bachar el-Assad, mais ce dernier la rend avant la fin de cette procédure par le biais de l'ambassade de Roumanie qui parraine les intérêts français en Syrie en protestation des bombardements de Barzé et de Him Shinshar par l'armée française et qualifie également la France de « régime esclave » des États-Unis,.

### Vidéographie
- [vidéo] Nouvelle attaque chimique présumée en Syrie, Le Monde avec Reuters, 9 avril 2018.
- [vidéo] Attaque chimique en Syrie : « Un camp de concentration à ciel ouvert », France Télévisions, 9 avril 2018.
- [vidéo] One Building, One Bomb: How Assad Gassed His Own People, The New York Times, 25 juin 2018.

### Articles
- Hala Kodmani, Russia Today, Sputnik… un mois d’intox passé au crible, Libération, 3 mai 2018.
- Luc Mathieu, Armes chimiques, mensonges toxiques, Libération, 3 mai 2018.
- Eliot Higgins, All The Pieces Matter – Les bombes au chlore syriennes et l’attaque chimique de Douma, Bellingcat, 1er juillet 2018.
- Les fuites de l’enquête de l’OIAC sur Douma, 1re partie : Il faut que nous parlions d’«Alex», Bellingcat, 22 janvier 2020.
- Les fuites de l’enquête de l’OIAC sur Douma, 2e partie : Il faut que nous parlions d’Henderson, Bellingcat, 17 janvier 2020.
- Les fuites de l’enquête de l’OIAC sur Douma, 3e partie : Il faut que nous parlions d’un «False flag», Bellingcat, 1er février 2020.
- Les fuites de l’enquête de l’OIAC sur Douma, 4e partie : l’enquête de l’OIAC, Bellingcat, 6 février 2020.
- Élie Guckert, Syrie : la théorie du complot aura-t-elle la peau de l’OIAC ?, Conspiracy Watch, 27 février 2020.
- (en) « OPCW Douma Docs », sur Wikileaks, 27 december, 2019